# 1118

## Události
- v Kosmově kronice jsou zaznamenány velké povodně na Moravě
- založen francouzský cisterciácký klášter Fontenay
- Aragonci opět získali Zaragozu

## Narození
- 28. listopadu – Manuel I. Komnenos, byzantský císař († 24. září 1180)
- únor – Núr ad-Dín, turecký sultán († 15. května 1174)
- ? – Saigjó, japonský mnich a básník († 23. března 1190)

## Úmrtí
- 21. ledna – Paschalis II., papež (* ?)
- 2. dubna – Balduin I. Jeruzalémský, druhý vládce Království jeruzalémského (* 1058)
- 16. dubna – Adéla del Vasto, sicilská hraběnka a regentka, královna jeruzalémská (* 1072)
- 1. května – Matylda Skotská, manželka anglického krále Jindřicha I. (* okolo 1080)
- 15. srpna – Alexios I. Komnenos, byzantský císař (* 1057)

## Hlavy států
- České knížectví – Bořivoj II.
- Svatá říše římská – Jindřich V.
- Papež – do 21. ledna Paschalis II., od 24. ledna Gelasius II.
- Anglické království – Jindřich I. Anglický
- Francouzské království – Ludvík VI. Francouzský
- Polské knížectví – Boleslav III. Křivoústý
- Uherské království – Štěpán II. Uherský
- Byzantská říše – Alexios I. Komnenos – Jan II. Komnenos
- Jeruzalémské království – do 2. dubna Balduin I., od 14. dubna Balduin II.